# Себастьян Фіц
Себастьян Фіц (нім. Sebastian Fitz; нар. 12 серпня 1979) — колишній німецький тенісист.
Найвищу одиночну позицію світового рейтингу — 257 місце досяг 21 лютого 2005, парну — 241 місце — 7 лютого 2005 року.

## Титули ITF Ф'ючерс

### Одиночний розряд: (3)
| Ранг | Дата     | Турнір                | Покриття | Суперник               | Рахунок          |
| ---- | -------- | --------------------- | -------- | ---------------------- | ---------------- |
| 1.   | Сер 2003 | Іран F1, Тегеран      | Ґрунт    | Александер Гартман     | 7–5, 6–1         |
| 2.   | Жов 2004 | Нігерія F6, Лагос     | Тверде   | Роджер Андерсон        | 6–3, 6–7(9), 6–3 |
| 3.   | Лип 2006 | Німеччина F9A, Вецлар | Ґрунт    | Артемон Апосту-Ефремов | 6–4, 6–1         |

### Парний розряд: (6)
| Ранг | Дата     | Турнір                            | Покриття | Партнер        | Суперники                         | Рахунок          |
| ---- | -------- | --------------------------------- | -------- | -------------- | --------------------------------- | ---------------- |
| 1.   | Тра 2001 | Югославія F1, Палич               | Ґрунт    | Домінік Буле   | Деян Петрович Сергій Позднєв      | 6–7(5), 6–4, 6–4 |
| 2.   | Сер 2001 | Люксембург F2, Люксембург         | Ґрунт    | Джей Ґудінґ    | Роберто Альварес Жордан Добль     | 6–7(3), 6–3, 6–3 |
| 3.   | Тра 2004 | Німеччина F5, Есслінген-на-Некарі | Ґрунт    | Марчелло Крака | Якуб Заглава Равен Класен         | 7–5, 6–4         |
| 4.   | Тра 2004 | Саудівська Аравія F2, Ер-Ріяд     | Тверде   | Karim Maamoun  | Мустафа Гусе Айсам-уль-Хак Куреші | 6–4, 6–4         |
| 5.   | Чер 2004 | Кувейт F2, Mishref                | Тверде   | Франк Мозер    | Гурам Костава Рамін Разіяні       | 3–6, 6–3, 6–2    |
| 6.   | Січ 2006 | Франція F2, Фешероль              | Тверде   | Девід Коррі    | Жюльєн Жанп'єр Ніколя Ренаван     | 6–4, 5–7, 6–4    |